# 生野ランプ
生野ランプ（いくのランプ）は、兵庫県朝来市にある播但連絡道路のランプ。
姫路JCT方面からの出口のみ設置されているクォーターランプである。入口および南行き出口はない。

## 接続する道路
- 兵庫県道39号一宮生野線

## 周辺
- 生野銀山
- 生野高原
- 銀山湖
- 魚が滝

## 隣
E95 播但連絡道路
(12) 神崎北ランプ - (13) 生野ランプ - (14) 生野北第一ランプ